# Leichtathletik-Europameisterschaften 1969/1500 m der Männer

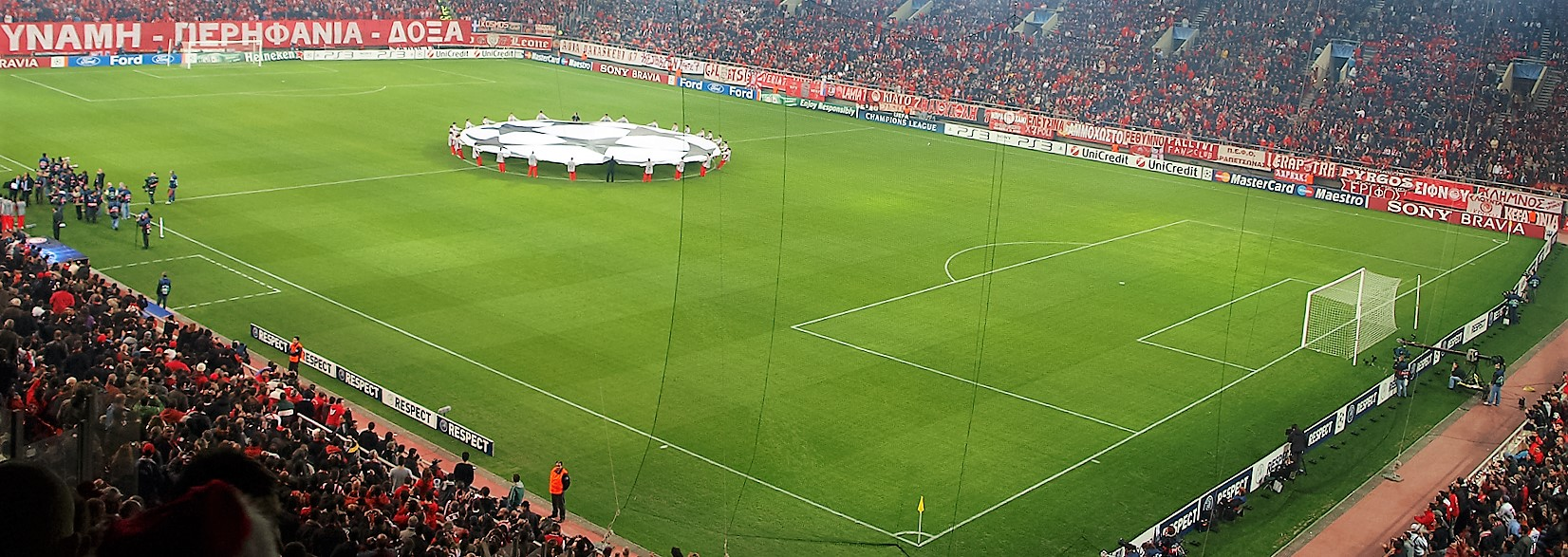
Das Karaiskakis-Stadion im Jahr 2009

Der 1500-Meter-Lauf der Männer bei den Leichtathletik-Europameisterschaften 1969 wurde am 18. und 20. September 1969 im Athener Karaiskakis-Stadion ausgetragen.
Europameister wurde der Brite John Whetton. Der Ire Frank Murphy gewann die Silbermedaille. Den dritten Platz belegte der Pole Henryk Szordykowski.

## Rekorde

### Bestehende Rekorde
| Weltrekord           | 3:33,1 min | Jim Ryun          | Los Angeles, USA    | 8. Juli 1967    |
| Europarekord         | 3:36,3 min | Michel Jazy       | Sochaux, Frankreich | 25. Juni 1966   |
| Meisterschaftsrekord | 3:40,7 min | André De Hertoghe | EM Budapest, Ungarn | 31. August 1966 |

### Rekordverbesserungen
Der bestehende EM-Rekord wurde verbessert und es gab einen neuen Landesrekord.
- Meisterschaftsrekord: 3:39,4 min – John Whetton (Großbritannien), Finale am 20. September
- Meisterschaftsrekord: 3:39,5 min – Frank Murphy (Irland), Finale am 20. September

## Vorrunde
18. September 1969, 10.40 Uhr
Die Vorrunde wurde in drei Läufen durchgeführt. Die ersten vier Athleten pro Lauf – hellblau unterlegt – qualifizierten sich für das Finale.
Die Einteilung der Vorläufe ist kaum nachvollziehbar. Für das erste Rennen waren sechs Läufer vorgesehen, von denen einer nicht startete, sodass hier am Ende nur ein Teilnehmer ausschied. Im zweiten Lauf traten neun Athleten an – fünf schieden aus. Das dritte und letzte Rennen war mit sieben Mittelstrecklern besetzt – hier schieden also drei Teilnehmer aus.

### Vorlauf 1
| Platz | Name            | Nation           | Zeit (min) |
| ----- | --------------- | ---------------- | ---------- |
| 1     | Francesco Arese | Italien          | 3:53,4     |
| 2     | John Whetton    | Großbritannien   | 3:53,6     |
| 3     | Jerzy Maluśki   | Polen            | 3:53,6     |
| 4     | Pavel Pěnkava   | Tschechoslowakei | 3:53,8     |
| 5     | Anatoli Werlan  | Sowjetunion      | 3:54,0     |
| DNS   | Knut Brustad    | Norwegen         |            |

### Vorlauf 2
| Platz | Name                 | Nation         | Zeit (min) |
| ----- | -------------------- | -------------- | ---------- |
| 1     | André De Hertoghe    | Belgien        | 3:44,1     |
| 2     | Henryk Szordykowski  | Polen          | 3:44,1     |
| 3     | Frank Murphy         | Irland         | 3:44,3     |
| 4     | Pierre Viaux         | Frankreich     | 3:45,4     |
| 5     | Jim Douglas          | Großbritannien | 3:46,4     |
| 6     | Mehmet Tümkan        | Türkei         | 3:47,0     |
| 7     | Hansruedi Knill      | Schweiz        | 3:47,9     |
| 8     | Michail Schelobowski | Sowjetunion    | 3:48,2     |
| 9     | Renzo Finelli        | Italien        | 3;53,0     |

### Vorlauf 3
| Platz | Name               | Nation         | Zeit (min) |
| ----- | ------------------ | -------------- | ---------- |
| 1     | Edgard Salvé       | Belgien        | 3:53,6     |
| 2     | Wolodymyr Pantelej | Sowjetunion    | 3:53,6     |
| 3     | Jean Wadoux        | Frankreich     | 3:53,8     |
| 4     | Pekka Vasala       | Finnland       | 3:53,8     |
| 5     | John Boulter       | Großbritannien | 3:53,9     |
| 6     | Atanas Atanassow   | Bulgarien      | 3:56,1     |
| 7     | Eryk Żelazny       | Polen          | 3:57,8     |

## Finale

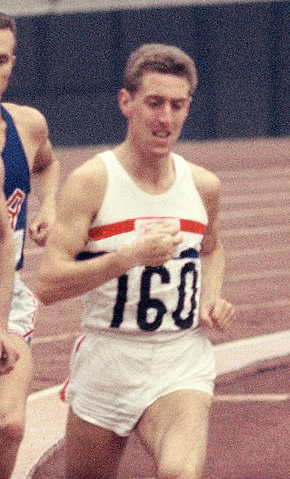
Der Olympiafünfte von 1968 John Whetton errang den Europameistertitel

20. September 1969, 19.40 Uhr
| Platz | Name                | Nation           | Offizielle Zeit (min) handgestoppt | Inoffizielle Zeit (min) elektronisch |
| 1     | John Whetton        | Großbritannien   | 3:39,4 CR                          | 3:39,45                              |
| 2     | Frank Murphy        | Irland           | 3:39,5 NR                          | 3:39,51                              |
| 3     | Henryk Szordykowski | Polen            | 3:39,8000                          | 3:39,87                              |
| 4     | Edgard Salvé        | Belgien          | 3:39,9000                          | 3:39,91                              |
| 5     | André De Hertoghe   | Belgien          | 3:40,9000                          | k. A.                                |
| 6     | Jean Wadoux         | Frankreich       | 3:41,7000                          | k. A.                                |
| 7     | Pavel Pěnkava       | Tschechoslowakei | 3:41,7000                          | k. A.                                |
| 8     | Francesco Arese     | Italien          | 3:42,2000                          | k. A.                                |
| 9     | Pekka Vasala        | Finnland         | 3:44,1000                          | k. A.                                |
| 10    | Wolodymyr Pantelej  | Sowjetunion      | 3:45,0000                          | k. A.                                |
| 11    | Jerzy Maluśki       | Polen            | 3:48,4000                          | k. A.                                |
| 12    | Pierre Viaux        | Frankreich       | 3:57,3000                          | k. A.                                |

## Video
- EUROPEAN ATHLETICS 1969 ATHENS 1500 WHETTON, youtube.com, abgerufen am 21. Juli 2022